# Anisocentropus brevipennis
Anisocentropus brevipennis är en nattsländeart som först beskrevs av Georg Ulmer 1906.  Anisocentropus brevipennis ingår i släktet Anisocentropus och familjen Calamoceratidae. Inga underarter finns listade i Catalogue of Life.